# 9642 Takatahiro
A 9642 Takatahiro (ideiglenes jelöléssel 1994 RU) a Naprendszer kisbolygóövében található aszteroida. Endate Kin és Vatanabe Kazuró fedezte fel 1994. szeptember 1-én.